# Андраш I
А́ндраш (Андре́й) I Бе́лый, или Като́лик (венг. I. András Fehér, I. Endre; ок. 1015 — декабрь 1060, Зирц) — король Венгрии из династии Арпадов. Проведя пятнадцать лет в изгнании, он взошел на престол во время крупного восстания венгров-язычников. Укрепил позиции христианства в Венгрии и успешно отстоял её независимость от Священной Римской империи. Пытался обеспечить передачу престола своему сыну Шоломону, в результате чего вступил в конфликт с братом Белой. В 1060 году Бела сверг Андраша. Во время решающей битвы Андраш получил тяжелые раны и умер до коронации своего брата.

## Биография

### Ранние годы
Средневековые источники дают противоречивые сведения о родителях Андраша и его двух братьев, Левенте и Белы. К примеру, «Хроника Загреба» и «Жизнеописание Святого Герарда» указывают, что их отцом был Вазул (Василий), внук Такшоня, Великого князя венгерского. Согласно другим хроникам, три князя были сыновьями брата Вазула, Ласло Лысого. Современные историки отвергают последнюю версию и соглашаются с тем, что Андраш и его братья были сыновьями Вазула. Illuminated Chronicle и другие средневековые источники пишут об отношениях Вазула с «некой девушкой» из рода Татонь, которая родила ему сыновей, хотя брак оформлен не был. По словам историка Дьюлы Кристо, Андраш был вторым среди трёх сыновей Вазула. Он пишет, что Андраш родился около 1015 года.

#### В изгнании

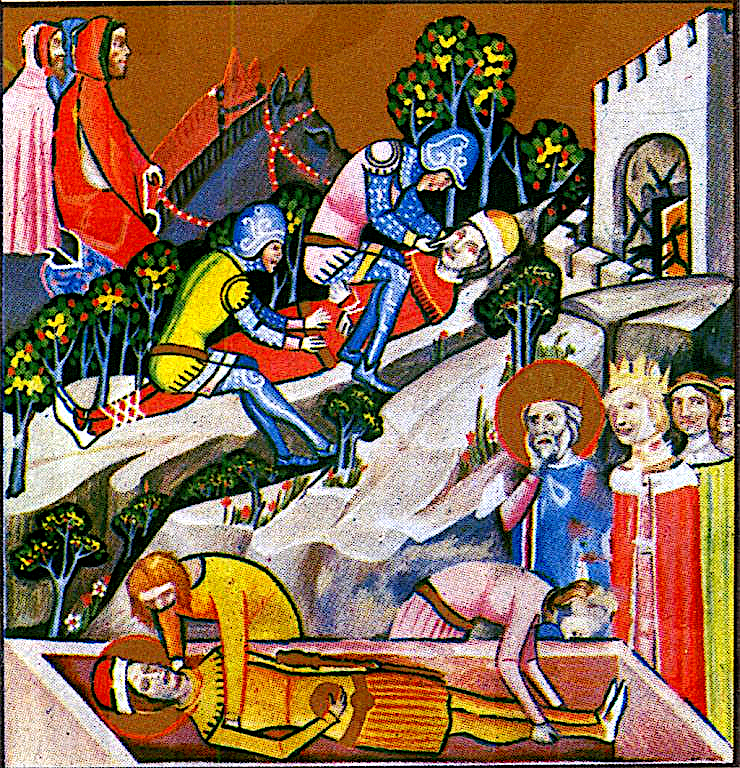
Ослепление Вазула после смерти Эмерика, единственного сына короля Иштвана I

Согласно средневековым хроникам, Вазул был ослеплен в царствование своего двоюродного брата, короля Иштвана I — первого христианского правителя Венгрии — после смерти в 1031 году его единственного сына Эмерика. Annales Altahenses пишет, что король приказал изувечить Вазула как главного претендента на престол, чтобы обеспечить мирное наследование власти своим племянником Петром Орсеоло. Тот же источник добавляет, что после этого Иштван I изгнал троих сыновей Вазула из страны. Согласно другим данным, король желал спасти жизни молодых князей от своих врагов при королевском дворе и поэтому организовал их срочный отъезд из Венгрии.

Его собственный сын умер при жизни отца, и, не имея других сыновей, Иштван приблизил и назначил своим наследником племянника Петра Орсеоло. Его родственник [Вазул] не согласился с этим; будучи ослепленным по приказу Иштвана, он, хоть и был достойнее престола, отправил своих юных сыновей в изгнание.
— Annales Altahenses
Изгнанные из Венгрии Андраш и его братья обосновались при дворе герцога Ольдржиха Богемского . Здесь они встретили короля Мешко II, которого также приняли в Богемии после изгнания из Польши. В 1032 году польский монарх вернул себе корону при помощи чешского войска. Андраш, Бела и Левенте, «жившие в бедности», в Богемии, отправились вслед за Мешко II в Польшу, где их приняли «с лаской и с честью». После младший из братьев, Бела, женился на Риксе, дочери Мешко II, Андраш и Левенте решили покинуть Польшу, поскольку они «чувствовали, что они будут жить в Польше в тени своего брата» .
Венгерские хроники сохранили историю, полную сказочных и анахроничных деталей последующих скитаний двух братьев. Так, они рассказывают, что Андраш и Левенте были захвачены в плен половцами (куманами) , но последние переселились в Европу только в 1050-е годы. Столкнувшись с многими трудностями, Андраш и Левенте в конце 1030-х годов нашли приют при дворе Ярослава Мудрого, великого князя Киевского. Великий князь выдал за Андраша свою дочь Анастасию. Кристо пишет, что Андраш, до того времени остававшийся язычником, по случаю свадьбы был крещен.

Получив разрешение от [польского монарха, Андраш и Левенте] оставили своего брата Белу и отбыли к королю Лодомерии, который не принял их. Поскольку у них не было, где преклонить голову, они пошли оттуда к [половцам]. Те посчитали их разведчиками, которые пришли высмотреть их землю, и если бы пленный венгр не узнал их, половцы, конечно, расправились бы с братьями, но вместо этого они держали их в плену в течение некоторого времени. Затем они отправились оттуда в Россию.

#### Возвращение в Венгрию

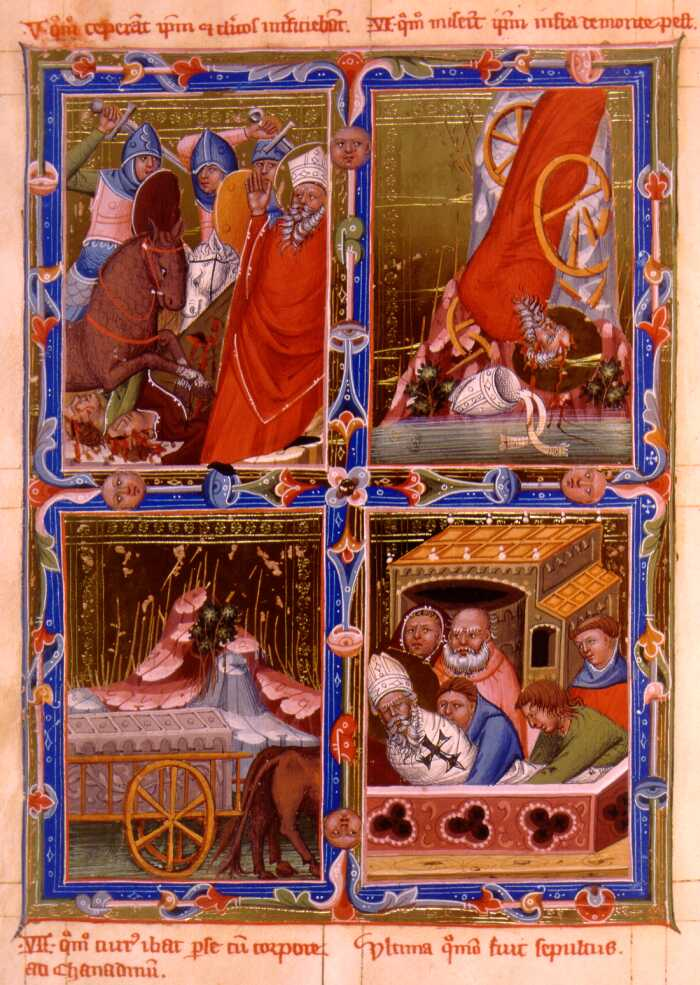
Язычники расправляются со священниками и Герардом Венгерским в ходе языческого восстания Ваты

К этому же времени король Пётр Орсеоло, сменивший Иштвана I на престоле в 1038 году, оттолкнул от себя многих представителей знати и духовенства, особенно когда в 1045 году он торжественно признал сюзеренитет императора Священной Римской империи Генриха III Чёрного. В соответствии с Illuminated Chronicle, недовольные вельможи, «видя страдания своего народа», собрались в Чанаде  и решили послать гонцов к Андрашу и Левенте в Киев, чтобы убедить их вернуться в Венгрию. Опасаясь, что это ловушка, братья согласились вернуться на родину, только когда отправленный ими гонец подтвердил, что венгры готовы к восстанию против короля.

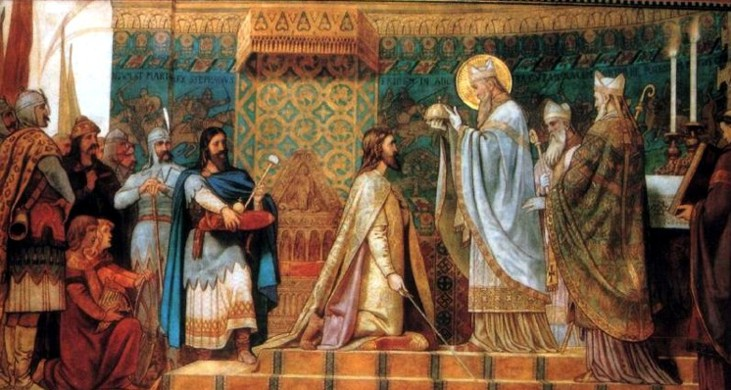
Берталан Сакей. Коронация Андраша I

К тому времени, когда братья решили вернуться, в Венгрии вспыхнуло языческое восстание Ваты. Андраш и Левенте встретились с мятежниками в Абауйваре. Хроники рассказывают, что язычники призвали князей «позволить всему народу жить по языческим обрядам, убить епископов и духовенство, уничтожить церкви, сбросить с себя христианскую веру и поклоняться идолам». Братья согласились выполнить эти требования в случае успеха восстания, поскольку в противном случае «они не стали бы бороться за них против короля Петра».
В Annales Altahenses указано, что Андраш «жестоко свирепствовал против паствы Святой Церкви». Тем не менее, епископ Герард Венгерский и четверо других прелатов были готовы присоединиться к нему, но язычники захватили и убили троих из них (включая Герарда) в Буде. Король Пётр решил бежать из Венгрии в Австрию. Однако посланники Андраша обманом заставили его вернуться, не достигнув границы, пленили его и ослепили.

### Король Венгрии

#### Коронация

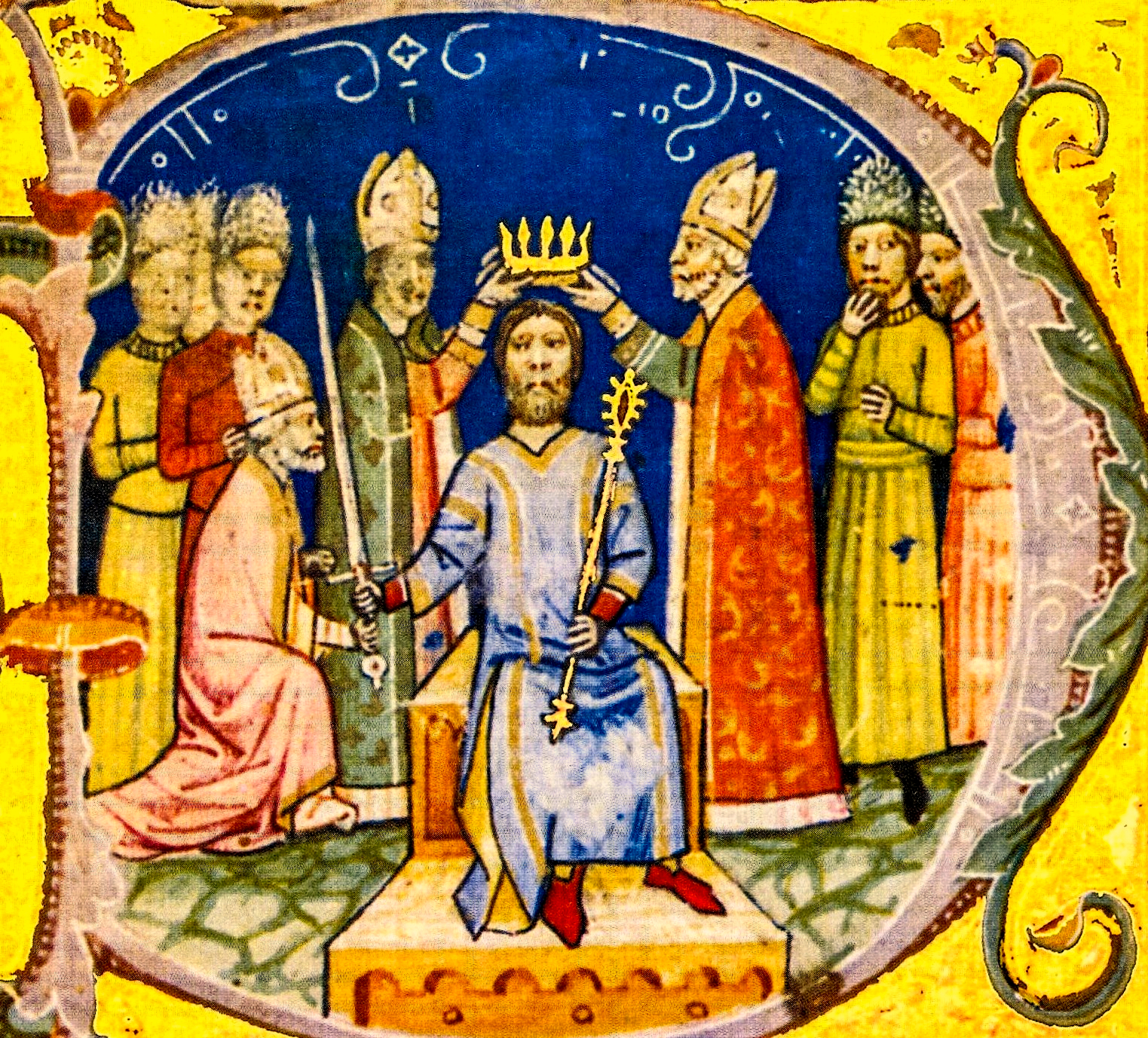
Коронация Андраша I. Illuminated Chronicle

Большинство венгерской знати и духовенства выступали против восстановления язычества. Поэтому они предпочли набожного христианина Андраша его брату-язычнику Левенте, хотя (по данным Кристо и Штайнхюбеля) именно последний был старшим из трех сыновей Вазула. Венгерские летописи пишут, что Левенте, умерший вскоре после успеха восстания, не возражал против восшествия брата на престол.

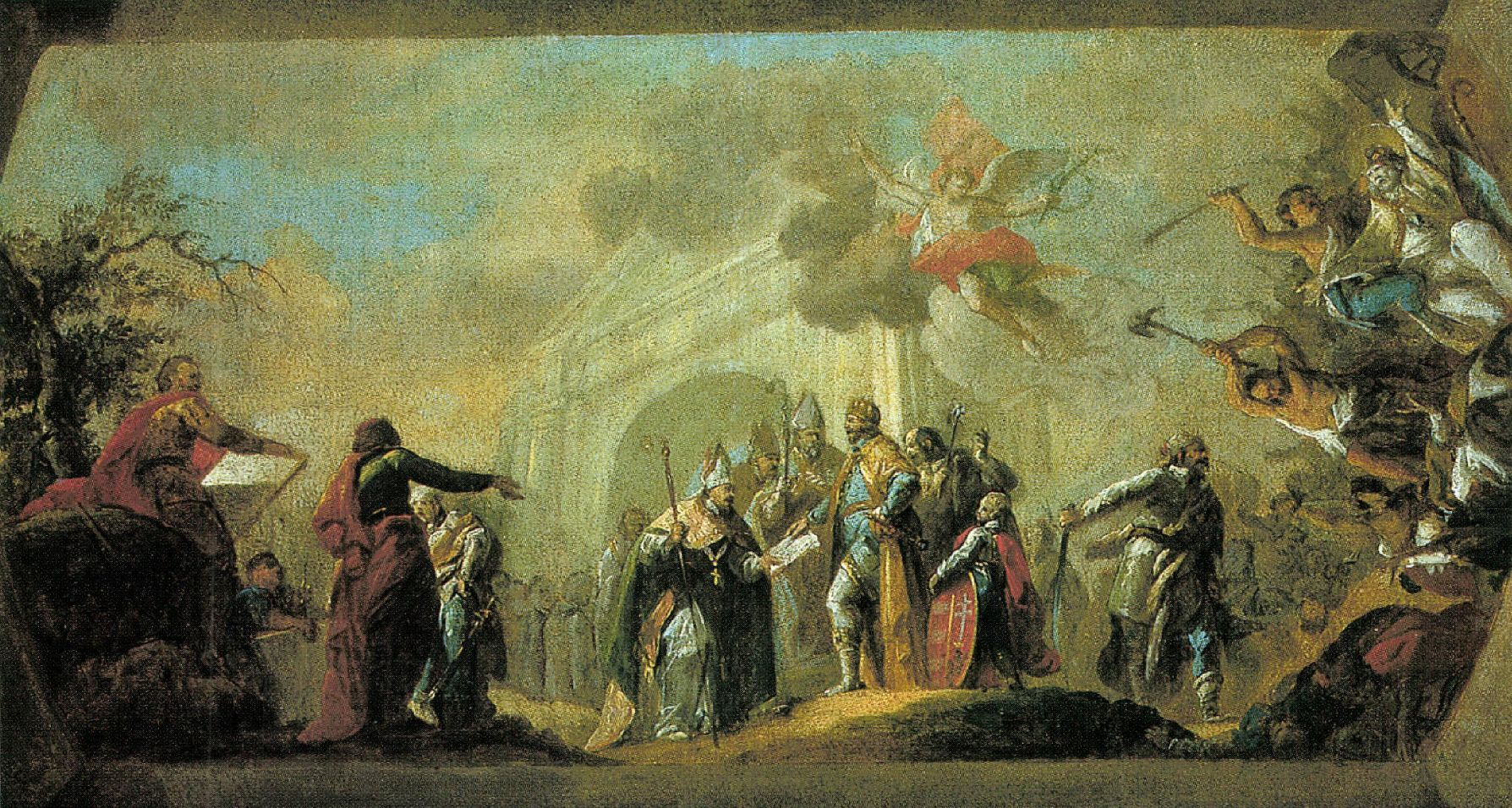
Иштван Дорфмайстер. Андраш I восстанавливает христианство. Музей Шопрона

В итоге трое епископов, оставшихся в живых после восстания, короновали Андраша в Секешфехерваре осенью 1046 года или в 1047 году. Андраш I вскоре после этого разорвал связи со своими сторонниками-язычниками, восстановил христианство и объявил языческие обряды вне закона. Согласно Коштольнику, прозвища Андраша I — Белый и Католик — связаны именно с этими событиями.

После того, как были побеждены все враги, герцог Андраш получил королевскую корону в Секешфехерваре. Не более трех епископов, бежавших от большой резни христиан, провели церемонию коронации в лето господне 1047-е. Он провозгласил перед всем своим народом, что под страхом смерти они должны отбросить те языческие обряды, которые раньше были разрешены им, и что они должны вернуться к истинной вере Христовой и жить во всем в соответствии с законом, который им дал король Иштван I

#### Войны со Священной Римской империей
Герман Райхенау рассказывает, что Андраш «отправил посланников со скромными дарами» к императору Генриху III, предложив ему «ежегодную дань и верную службу», если император признает его королём венгров. Андраш I также уговорил в 1048 году своего брата Белу вернуться из Польши в Венгрию, а также передал ему в управление в качестве герцога треть королевства. Во владения Белы вошли две области, сосредоточенные вокруг Нитры и Бихарии.
Первые столкновения на границе между Венгрией и Священной Римской империей произошли в 1050 году. В августе 1051 года император Генрих III вторгся на территорию Венгрии, но Андраш и Бела успешно применили тактику «выжженной земли» и заставили имперские войска отступить.

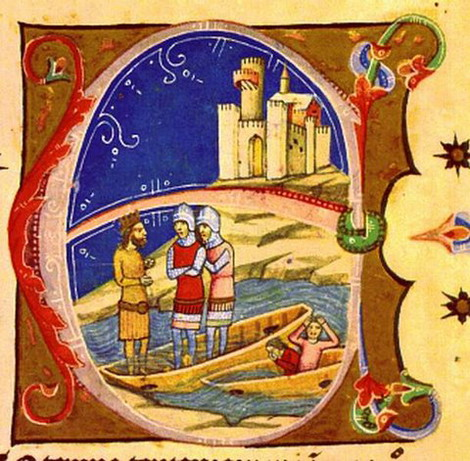
Гибель имперских кораблей у Пресбурга (Illuminated Chronicle)

Андраш инициировал новые мирные переговоры с императором и обещал платить ежегодную дань, но его предложения были отклонены. Следующим летом император вернулся в Венгрию и осадил Пресбург. Жотмунд, «самый искусный пловец», потопил имперские осадные корабли. После того, как папа Лев IX вынудил стороны перейти к мирным переговорам, по результатам которых Генрих III снял осаду и покинул Венгрию. Андраш I вскоре отказался выполнять свои обещания, сделанные под принуждением, и даже вступил в союз с Конрадом Баварским, известным противником императора.

Поскольку Андраш, король венгров, все меньше и меньше был склонен отправлять послов и давать обещания, касающиеся мирного договора, [император] осадил крепость Пресбург с применением различных осадных машин. Бог, однако, помогал осажденным, и император никак не мог захватить его. Между тем Его Святейшество папа Лев вмешался и по просьбе Андраша способствовал заключению мира, призвав императора снять осаду. Император во всех своих поступках следовал договору, в то время как Андраш, напротив, был менее послушен его совету, он был зол и издевался над Святым Престолом

#### Династический кризис и смерть

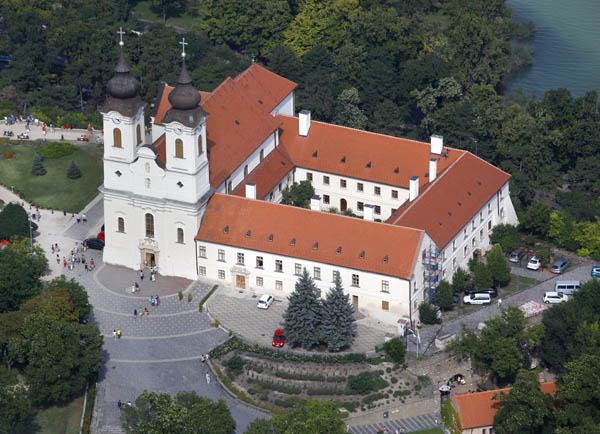
Бенедиктинское аббатство Тихань, основанное Андрашем I в 1055 году

В 1053 году королева Анастасия родила Андрашу сына, названного Шоломоном. Андраш I попытался обеспечить наследственные права сына на престол, хотя ради этого пришлось бы вступить в конфликт с братом Белой, имевшим больше прав на трон в соответствии с традиционным принципом старшинства. Однако отношения братьев не ухудшились сразу после рождения Шоломона. Так, запись об основании Андрашем I бенедиктинского аббатства Тихань в 1055 году перечисляет герцога Белу среди участником церемонии закладки фундамента. Андраш I также основал лавру для православных отшельников в Тихани и православный монастырь близ Вишеграда.

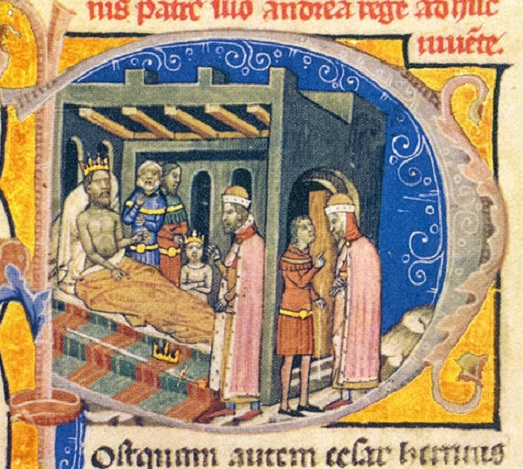
Парализованный Андраш заставляет своего брата Белу выбирать между короной и мечом. Миниатюра из Illuminated Chronicle

Вскоре Андраш I перенес инсульт, который парализовал его. В попытке укрепить претензии своего сына на престол, он осенью 1057 года признал его наследником и планировал короновать Шоломона. Кроме того, Андраш в сентябре 1058 года организовал помолвку сына с Юдит — дочерью покойного императора Генриха III и сестрой нового немецкого монарха, Генриха IV. После этого, в соответствии с данными большинства венгерских хроник, король пригласил Белу на встречу и предложил выбрать между короной и мечом, которые были символами королевства и герцогства соответственно. Бела был заранее проинформирован, что если он выберет корону, то будет убит телохранителями Андраша, и поэтому выбрал меч.

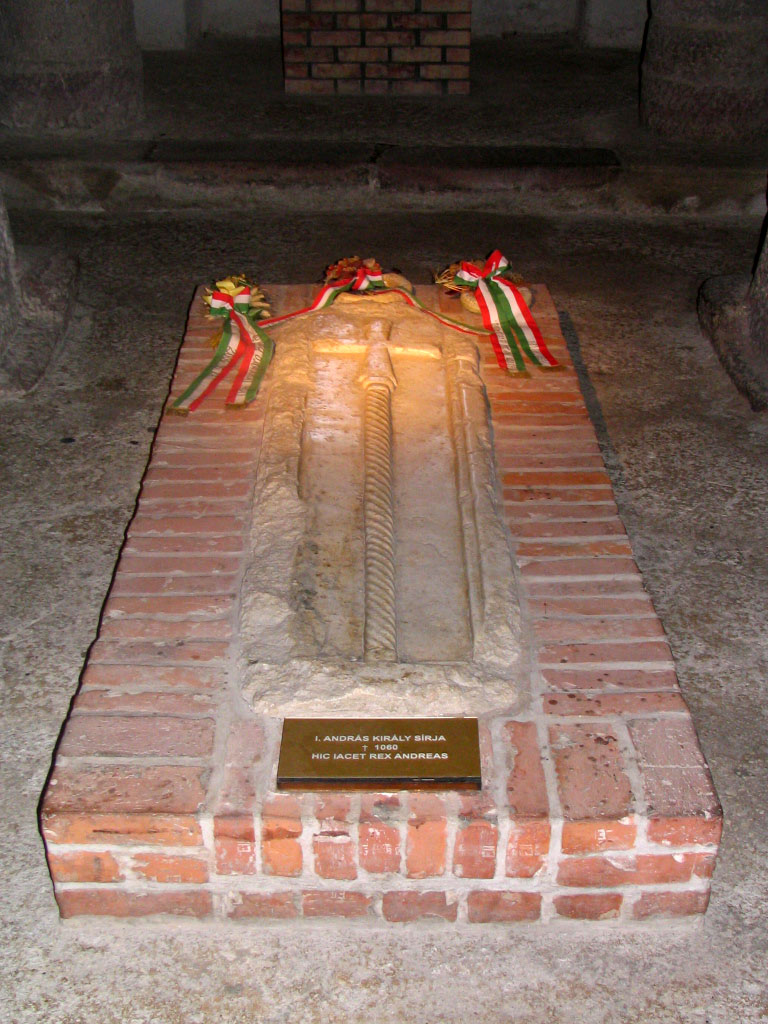
Могила Андраша I в церкви аббатства Тихань

Однако Бела на самом деле не собирался отказываться от своих притязаний на престол и бежал в Польшу, рассчитывая на помощь герцога Болеслава II. При его поддержке Бела вернулся в Венгрию во главе польских войск. С другой стороны, вдовствующая императрица Агнесса, правившая Священной Римской империей от имени своего несовершеннолетнего сына Генриха IV, отправила баварские, чешские и саксонские войска в помощь Андрашу.
Решающая битва развернулась на равнине к востоку от реки Тиса. Андраш I был ранен и проиграл сражение. Он попытался бежать в Священную Римскую империю, но солдаты его брата настигли его отряд у Визельбурга. Согласно Annals of Niederaltaich, его шатер был затоптан лошадьми на поле боя, а смертельно раненый Андраш I был перевезен сторонниками Белы в Зирц, где «он лечился с пренебрежением».
Андраш I умер в королевском поместье в Зирце прежде, чем его брат 6 декабря 1060 года был коронован. Андраш I был похоронен в склепе церкви аббатства Тихань. Захоронение было обнаружено в 1891 году. Это единственное сохранившееся королевское захоронение дотурецкого периода в Венгрии.

### Семья

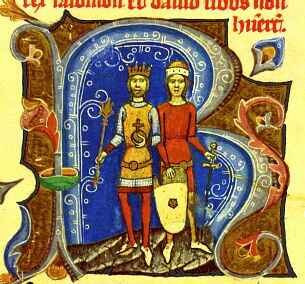
Сыновья Андраша I от королевы Анастасии — Шоломон и Давид

Супруга Андраша I, Анастасия, была дочерью великого князя Киевского Ярослава Мудрого и его жены, Ингегерды (дочери короля Олафа Шведского). Андраш женился на Анастасии примерно в 1038 году. Их первый ребёнок, Аделаида, родился около 1040 года. Она стала женой Вратислава II — герцога, а с 1085 года короля Чехии. Первый сын Андраша, Шоломон, родился в 1053 году, а второй — Давид — несколько лет спустя. Так как ни Шоломон, ни Давид не оставили наследников, по мужской линии род Андраша вымер к концу XI века.

Король Шоломон и Давид, его брат, не имели детей, и семя короля Андраша погибло вместе с ними. Мы считаем, что это было волей Господа, ибо во время своего первого возвращения с Левенте, его братом, в Венгрию, Андраш с целью получения короны дозволил язычникам убить святого Герарда и многих христиан

Средневековые хроники пишут, что у Андраша был ещё один сын, названный Дьёрдем и рожденный от наложницы из села Пилисмарот. По другой версии, его матерью могла быть некая киевлянка, с которой Андраш имел связь до свадьбы с Анастасией. С именем Дьёрдя также связана не вполне доказанная теория, что в 1055 году он уехал в Шотландию и стал основателем клана Драммонд.
|                 |                 |                 |                 |                 |                 | Такшонь | Такшонь | Такшонь | Такшонь | Такшонь                | Такшонь                |                        |                        |                        |                        | половецкая княжна*  | половецкая княжна*  | половецкая княжна*  | половецкая княжна*  | половецкая княжна*  | половецкая княжна*  |                     |                     |                     |                     |              |              |                     |                     |                     |                     |                     |                     |             |             |                         |        |               |               |               |               |               |               |  |  |       |       |       |       |       |       |
|                 |                 |                 |                 |                 |                 | Такшонь | Такшонь | Такшонь | Такшонь | Такшонь                | Такшонь                |                        |                        |                        |                        | половецкая княжна*  | половецкая княжна*  | половецкая княжна*  | половецкая княжна*  | половецкая княжна*  | половецкая княжна*  |                     |                     |                     |                     |              |              |                     |                     |                     |                     |                     |                     |             |             |                         |        |               |               |               |               |               |               |  |  |       |       |       |       |       |       |
|                 |                 |                 |                 |                 |                 |         |         |         |         |                        |                        |                        |                        |                        |                        |                     |                     |                     |                     |                     |                     |                     |                     |                     |                     |              |              |                     |                     |                     |                     |                     |                     |             |             |                         |        |               |               |               |               |               |               |  |  |       |       |       |       |       |       |
|                 |                 |                 |                 |                 |                 |         |         |         |         |                        |                        |                        |                        |                        |                        |                     |                     |                     |                     |                     |                     |                     |                     |                     |                     |              |              |                     |                     |                     |                     |                     |                     |             |             |                         |        |               |               |               |               |               |               |  |  |       |       |       |       |       |       |
| Геза            | Геза            | Геза            | Геза            | Геза            | Геза            |         |         |         |         |                        |                        |                        |                        |                        |                        |                     |                     | Михай               | Михай               | Михай               | Михай               | Михай               | Михай               |                     |                     |              |              | болгарская княжна** | болгарская княжна** | болгарская княжна** | болгарская княжна** | болгарская княжна** | болгарская княжна** |             |             |                         |        |               |               |               |               |               |               |  |  |       |       |       |       |       |       |
| Геза            | Геза            | Геза            | Геза            | Геза            | Геза            |         |         |         |         |                        |                        |                        |                        |                        |                        |                     |                     | Михай               | Михай               | Михай               | Михай               | Михай               | Михай               |                     |                     |              |              | болгарская княжна** | болгарская княжна** | болгарская княжна** | болгарская княжна** | болгарская княжна** | болгарская княжна** |             |             |                         |        |               |               |               |               |               |               |  |  |       |       |       |       |       |       |
|                 |                 |                 |                 |                 |                 |         |         |         |         |                        |                        |                        |                        |                        |                        |                     |                     |                     |                     |                     |                     |                     |                     |                     |                     |              |              |                     |                     |                     |                     |                     |                     |             |             |                         |        |               |               |               |               |               |               |  |  |       |       |       |       |       |       |
|                 |                 |                 |                 |                 |                 |         |         |         |         |                        |                        |                        |                        |                        |                        |                     |                     |                     |                     |                     |                     |                     |                     |                     |                     |              |              |                     |                     |                     |                     |                     |                     |             |             |                         |        |               |               |               |               |               |               |  |  |       |       |       |       |       |       |
| Иштван I Святой | Иштван I Святой | Иштван I Святой | Иштван I Святой | Иштван I Святой | Иштван I Святой |         |         |         |         | женщина из рода Татонь | женщина из рода Татонь | женщина из рода Татонь | женщина из рода Татонь | женщина из рода Татонь | женщина из рода Татонь |                     |                     |                     |                     | Вазул               | Вазул               | Вазул               | Вазул               | Вазул               | Вазул               |              |              |                     |                     | Ласло Лысый         | Ласло Лысый         | Ласло Лысый         | Ласло Лысый         | Ласло Лысый | Ласло Лысый |                         |        |               |               |               |               |               |               |  |  |       |       |       |       |       |       |
| Иштван I Святой | Иштван I Святой | Иштван I Святой | Иштван I Святой | Иштван I Святой | Иштван I Святой |         |         |         |         | женщина из рода Татонь | женщина из рода Татонь | женщина из рода Татонь | женщина из рода Татонь | женщина из рода Татонь | женщина из рода Татонь |                     |                     |                     |                     | Вазул               | Вазул               | Вазул               | Вазул               | Вазул               | Вазул               |              |              |                     |                     | Ласло Лысый         | Ласло Лысый         | Ласло Лысый         | Ласло Лысый         | Ласло Лысый | Ласло Лысый |                         |        |               |               |               |               |               |               |  |  |       |       |       |       |       |       |
|                 |                 |                 |                 |                 |                 |         |         |         |         |                        |                        |                        |                        |                        |                        |                     |                     |                     |                     |                     |                     |                     |                     |                     |                     |              |              |                     |                     |                     |                     |                     |                     |             |             |                         |        |               |               |               |               |               |               |  |  |       |       |       |       |       |       |
|                 |                 |                 |                 |                 |                 |         |         |         |         |                        |                        |                        |                        |                        |                        |                     |                     |                     |                     |                     |                     |                     |                     |                     |                     |              |              |                     |                     |                     |                     |                     |                     |             |             |                         |        |               |               |               |               |               |               |  |  |       |       |       |       |       |       |
| наложница       | наложница       | наложница       | наложница       | наложница       | наложница       |         |         |         |         | Андраш I               | Андраш I               | Андраш I               | Андраш I               | Андраш I               | Андраш I               |                     |                     |                     |                     | Анастасия Ярославна | Анастасия Ярославна | Анастасия Ярославна | Анастасия Ярославна | Анастасия Ярославна | Анастасия Ярославна |              |              | Левенте             | Левенте             | Левенте             | Левенте             | Левенте             | Левенте             |             |             | Бела I                  | Бела I | Бела I        | Бела I        | Бела I        | Бела I        |               |               |  |  |       |       |       |       |       |       |
| наложница       | наложница       | наложница       | наложница       | наложница       | наложница       |         |         |         |         | Андраш I               | Андраш I               | Андраш I               | Андраш I               | Андраш I               | Андраш I               |                     |                     |                     |                     | Анастасия Ярославна | Анастасия Ярославна | Анастасия Ярославна | Анастасия Ярославна | Анастасия Ярославна | Анастасия Ярославна |              |              | Левенте             | Левенте             | Левенте             | Левенте             | Левенте             | Левенте             |             |             | Бела I                  | Бела I | Бела I        | Бела I        | Бела I        | Бела I        |               |               |  |  |       |       |       |       |       |       |
|                 |                 |                 |                 |                 |                 |         |         |         |         |                        |                        |                        |                        |                        |                        |                     |                     |                     |                     |                     |                     |                     |                     |                     |                     |              |              |                     |                     |                     |                     |                     |                     |             |             |                         |        |               |               |               |               |               |               |  |  |       |       |       |       |       |       |
|                 |                 |                 |                 |                 |                 |         |         |         |         |                        |                        |                        |                        |                        |                        |                     |                     |                     |                     |                     |                     |                     |                     |                     |                     |              |              |                     |                     |                     |                     |                     |                     |             |             | короли Венгрии (с 1074) |        |               |               |               |               |               |               |  |  |       |       |       |       |       |       |
|                 |                 |                 |                 |                 |                 |         |         |         |         |                        |                        |                        |                        |                        |                        |                     |                     |                     |                     |                     |                     |                     |                     |                     |                     |              |              |                     |                     |                     |                     |                     |                     |             |             |                         |        |               |               |               |               |               |               |  |  |       |       |       |       |       |       |
|                 |                 |                 |                 |                 |                 |         |         |         |         |                        |                        |                        |                        |                        |                        |                     |                     |                     |                     |                     |                     |                     |                     |                     |                     |              |              |                     |                     |                     |                     |                     |                     |             |             |                         |        |               |               |               |               |               |               |  |  |       |       |       |       |       |       |
|                 |                 |                 |                 |                 |                 | Дьёрдь  | Дьёрдь  | Дьёрдь  | Дьёрдь  | Дьёрдь                 | Дьёрдь                 |                        |                        | Аделаида Венгерская    | Аделаида Венгерская    | Аделаида Венгерская | Аделаида Венгерская | Аделаида Венгерская | Аделаида Венгерская |                     |                     | Вратислав II        | Вратислав II        | Вратислав II        | Вратислав II        | Вратислав II | Вратислав II |                     |                     | Шоломон             | Шоломон             | Шоломон             | Шоломон             | Шоломон     | Шоломон     |                         |        | Юдит Немецкая | Юдит Немецкая | Юдит Немецкая | Юдит Немецкая | Юдит Немецкая | Юдит Немецкая |  |  | Давид | Давид | Давид | Давид | Давид | Давид |
|                 |                 |                 |                 |                 |                 | Дьёрдь  | Дьёрдь  | Дьёрдь  | Дьёрдь  | Дьёрдь                 | Дьёрдь                 |                        |                        | Аделаида Венгерская    | Аделаида Венгерская    | Аделаида Венгерская | Аделаида Венгерская | Аделаида Венгерская | Аделаида Венгерская |                     |                     | Вратислав II        | Вратислав II        | Вратислав II        | Вратислав II        | Вратислав II | Вратислав II |                     |                     | Шоломон             | Шоломон             | Шоломон             | Шоломон             | Шоломон     | Шоломон     |                         |        | Юдит Немецкая | Юдит Немецкая | Юдит Немецкая | Юдит Немецкая | Юдит Немецкая | Юдит Немецкая |  |  | Давид | Давид | Давид | Давид | Давид | Давид |

*Хазарская, печенежская или булгарская княжна.
**Дьерффи[кто?] пишет, что она, возможно, была из болгарской династии Комитопули.